# Кий-Траст
Кий-траст — довірче товариство м. Києва, яке в середині 1990-х років ошукало понад 2000 киян та інших громадян України. Кошти, які заощаджували кияни в «Кий-трасті», директор Дмитро Сморж не здавав на банківський рахунок, а використовував на власний розсуд, порушуючи при цьому вимоги першої статті декрету Кабінету Міністрів України про довірчі товариства.
У січні 1995 року Дмитро Сморж зник, а обдурені клієнти звернулися до правоохоронців, щоб ті допомогли їм повернути вкладені кошти. Засновника піраміди оголосили в розшук через Інтерпол. Як з'ясувалося пізніше, спритник виїжджав за межі України і за підробним паспортом мешкав у Франції, Нідерландах, Угорщині, Чехії, Австрії. У квітні 1997 року Сморжа затримали на території України. Під час досудового слідства наклали арешт на його грошові вклади в доларах, чеських і словацьких кронах, італійських лірах. Сморжа обвинувачували в привласненні майна в особливо великих розмірах (понад 2 млн 300 тис. доларів США), підробці документів, незаконному перетинанні Державного кордону. Солом'янський місцевий суд Києва виніс засновнику піраміди вирок: десять років позбавлення волі з конфіскацією майна.
У грудні 2004 року Сморж звільнений умовно-достроково з Житомирської виправної колонії №4.
Жетони Київського метрополітену в середині 1990-х років мали емблему довірчого товариства «Кий-траст»